# Ypthima zodina
Ypthima zodina är en fjärilsart som beskrevs av Hans Fruhstorfer 1911. Ypthima zodina ingår i släktet Ypthima och familjen praktfjärilar. Inga underarter finns listade i Catalogue of Life.